# تیموکلیا

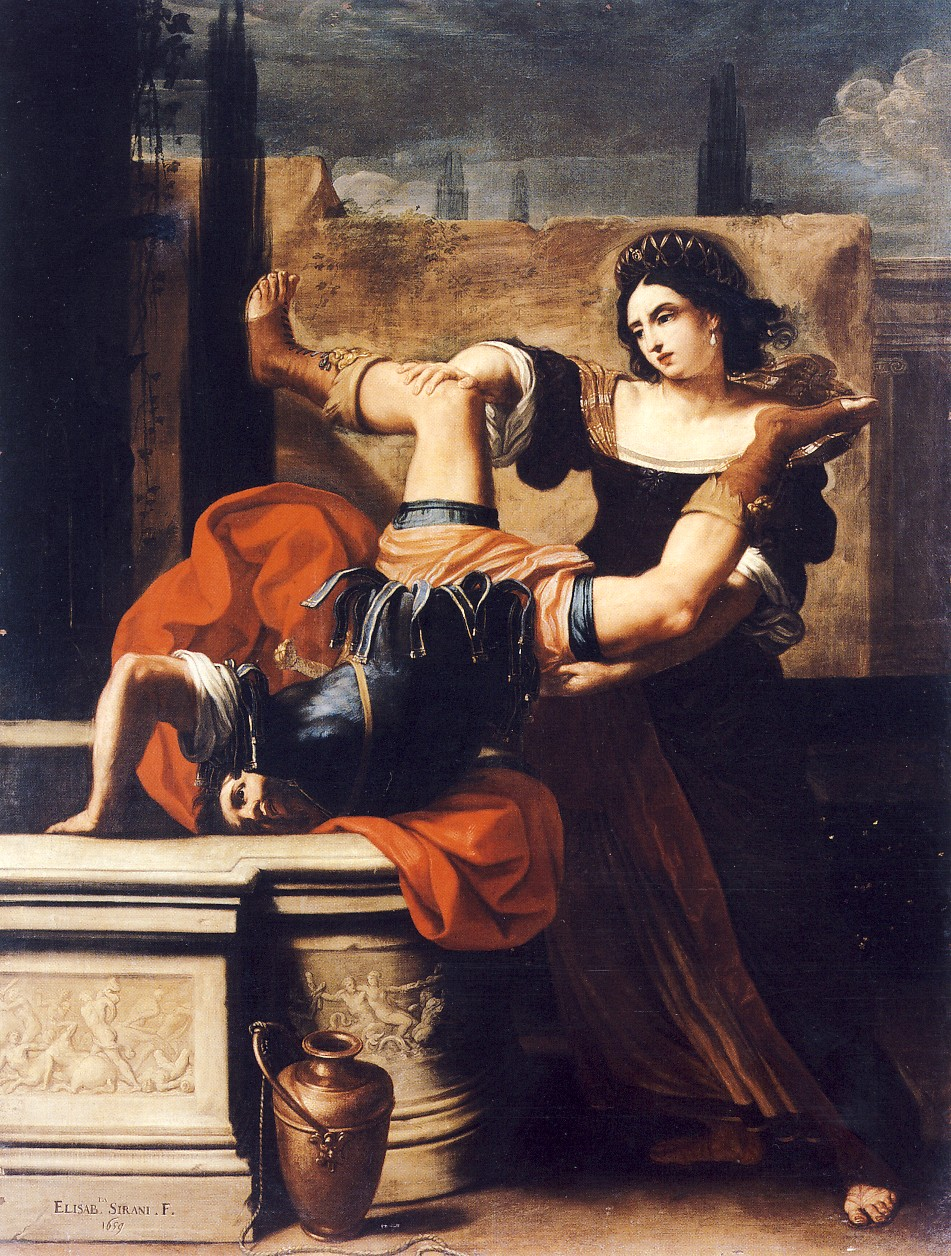
نقاشی الیزابتا سیرانی در سال ۱۶۵۹ که در آن داستان به چاه افکندن سرباز تراکی به چاه توسط تیموکلیا را نشان می‌دهد.

تیموکلیا (یونانی باستان: Τιμοκλεία) زنی است که پلوتارک داستان او را در کتاب زندگی اسکندر و به صورت مفصل‌تر در کتاب «در فضائل زنان» ذکر کرده‌است. بر اساس گفته‌های پلوتارک هنگامی که سربازان طی لشکرکشی اسکندر به بالکان شهر تبای را در سال ۳۳۵ پیش از میلاد تصرف کردند سربازان تراکی به غارت شهر مشغول شدند و یکی از افسران ایشان به تیموکلیا تجاوز نمود. پس از تجاوز مرد تراکی از تموکلیا می‌خواهد تا اگر پولی را پنهان کرده‌است به او بدهد، تیموکلیا نیز می‌گوید مقداری پول در چاه آب واقع در باغچه خانه پنهان کرده و سرباز را به آنجا می‌برد. در آنجا هنگامی که سرباز مشغول وارسی چاه می‌شود تموکلیا او را به داخل چاه هل داده و با انداختن سنگ‌های بزرگ به درون چاه هلاکش می‌کند.
پس از این اتفاق سربازان تراکی تیموکلیا را دستگیر کرده و به نزد اسکندر می‌برند. در آنجا تیموکلیا با افتخار خود را معرفی کرده و می‌گوید آخرین فرمانده فالانژ مقدس تب که «برای آزادی یونان» طی نبرد خایرونیا پدر اسکندر فیلیپ دوم مقدونی را در ۳۳۸ میلادی شکست داده برادر اوست. اسکندر که از حرف‌های زن متأثر می‌شود دستور می‌دهد تا او و فرزندانش را رها کنند و بابت کشتن افسر تراکی مجازات نشود.
کتاب در فضائل زنان نیز داستانی مشابه را نقل می‌کند به جز آنکه در آنجا افسر تراکی به طمع وجود ثروت وارد چاه خشک می‌شود و هنگامی که به پایین چاه می‌رسد تیموکلیا با انداختن سنگ او را می‌کشد. در پایان هم اسکندر او را مجازات نمی‌کند اما او رها نمی‌کند. بلکه به سربازان خویش دستور می‌دهد تا از این خانواده و دیگر خاندان‌های مشهور شهر حفاظت کنند تا دیگر کسی به ایشان آزار نرساند.
منبع این داستان آنچنان که پلوتارک ذکر کرده‌است اریستوبولوس است که به خوبی اسکندر را می‌شناخت. تبای در دومین سال سلطنت اسکندر طی جنگ سخت فتح شد زیرا این شهر رهبر شهرهای یونانی بود که پس از ترور فیلیپ شورش کرده بودند. تخمین زده می‌شود در فتح شهر ۶ هزار نفر از مردم آن کشته و ۳۰ هزار به اسیری رفتند، شهر هم آنچنان نابود شد که بازسازی آن دهه‌ها طول کشید. تنها فرمان عفو دیگری که از اسکندر ثبت شده مبنی بر اذیت نکردن خانه و نوادگان شاعر معروف پیندار می‌باشد.

## در هنر

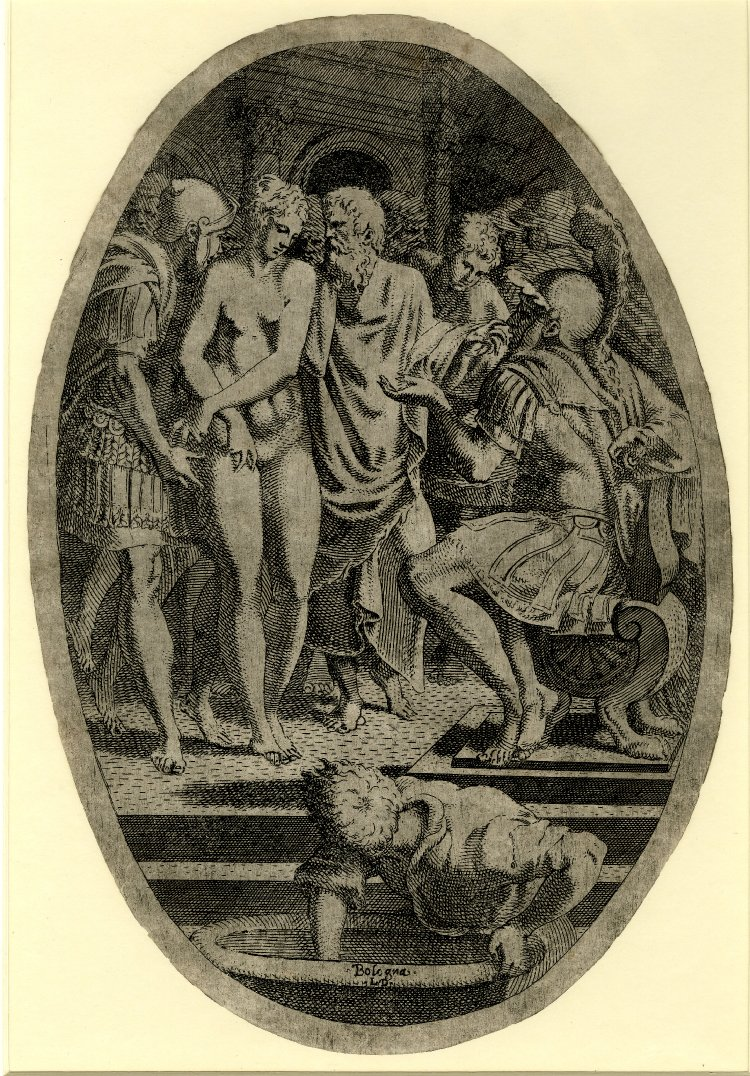
نگاره ای تیموکلیا در این بخش به تصویر کشیده شده است

تیموکلیا موضوعی نادر در هنر پس از عصر روشنگری بود و هیچگاه به موضوعی رایج در طیف وقایع کلاسیک و انجیلی که خشونت زنان علیه مردان را نشان می‌دادند و به قدرت زنان معروف بودند تبدیل نشد. اما از آنجایی که هنرمندان در دربار می‌خواستند اسکندر را به عنوان مصداق پادشاه واقعی نشان دهند و در زندگی اسکندر تیموکلیا هم حضور داشت شاهد آثار کمی در مورد این موضوع هستیم. 

در بیشتر آثار صحنه آوردن تیموکلیا به نزد اسکندر ترسیم شده است. دیوارنگاره‌های کاخ فونتن‌بلو اثر فرانچسکو پریماتیچو که در سال ۱۵۰۴ ترسیم شده‌اند از این نوع هستند. این دیوارنگاره‌ها که در اتاق آن ده‌پیسلو دلی، معشوقه فرانسوای یکم نقاشی شده است داستان زندگی اسکندر را با توجه کمتر به بخش نظامی آن نشان می‌دهد. 
در داستان زندگی اسکندر وقایع نامدارتری از مواجه اسکندر با اسیران زن مانند داستان آوردن خانواده داریوش به نزد اسکندر وجود دارد که داستان تموکلیا را به حاشیه می‌برند. 

مشهورترین تصویر از تیموکلیا نقاشی دومنیکینو در سال ۱۶۱۵ است که ابتدا در دست گنجینه‌داران فرانسوی بود  و سپس به موزه لوور رسید. در این تصویر برخلاف بسیاری از نقاشی‌ها دیگر تمام خانواده تیموکلیا دیده می‌شوند. یک نقاشی بسیار خاص دیگر هم نقاشی است که در آن تیموکلیا در حال انداختن سرباز تراکی درون چاه است که ابتدا در یک کتاب تاریخ آلمانی رسم شد و سپس الیزابتا سیرانی آن را در تابلو رنگ روغن کشید. 